# Ernst Wide
Ernst Theodor Wide (født 9. november 1888 i Stockholm, død 8. april 1950 smst) var en svensk atlet, som deltog i OL 1912 i Stockholm.
I perioden 1908-1915 hørte han til den absolutte elite i svensk mellemdistanceløb med i alt ni svenske mesterskaber i 800- og 1500-meter-løb. Han var indehaver af den svenske rekord på disse distancer samt 1 mile. Wide er med seks sejre, 1909-1914, den som har vundet Dicksonpokalen flest gange.
Wide vandt ved OL 1912 sammen med resten af det svenske hold sølv i holddisciplinen 3000-meter-løb efter USA. De andre på holdet var Bror Fock, Nils Frykberg, Thorild Olsson og John Zander. I det indledende heat løb Wide på 9:14,7, og i finalen løb han den fjerdebedste tid på 8:46,2. Wide deltog ved samme lege også i 1500-meter-løb, hvor han vandt sit indledende heat i tiden 4:06,0. I finalen løb han 3:57,6, hvilket rakte til en femteplads.

## Personlige rekorder
- 800 meter: 1:55,7 12. september 1910, Stockholm
- 1500 meter: 3:57,6 10. juli 1912, Stockholm